# Livro de Jonas

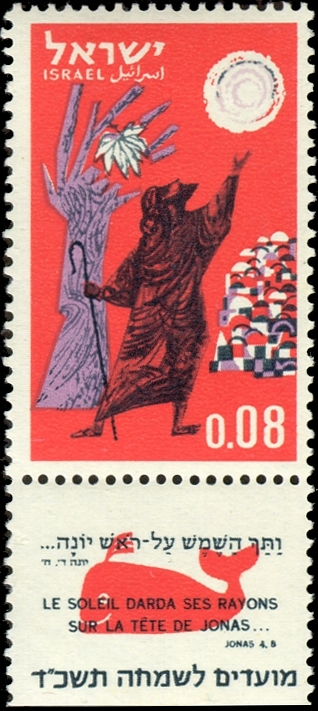
Selo postal israelense com citação de Jonas 4:8. “e o sol lançou seus raios na cabeça de Jonas.” Pinturas baseadas em tópicos do livro do profeta, capítulos 1 e 4. 21 de agosto de 1963, idiomas hebraico e francês.

Jonas é um livro bíblico do Antigo Testamento, vem depois do Livro de Obadias e antes do Livro de Miqueias. Segundo a interpretação tradicional seria um relato biográfico do profeta Jonas, na qual o Deus de Israel o terá mandado profetizar ao povo de Nínive, grande capital do Império Assírio, para persuadi-los a se arrependerem ou seriam destruídos dentro de 40 dias. O Livro de Jonas fala foi tido como o profeta Jonas, filho de Amitai, que profetizou no Reino de Israel Setentrional, no século VII, no reinado de Jeroboão II. (Jonas 1:1; II Reis 14:25).

## Relato bíblico
Jonas é o personagem central do livro de Jonas, no qual Deus ordena que ele vá à cidade de Nínive para profetizar contra ela "porque a sua maldade subiu até a minha presença", mas Jonas, em vez disso, tenta fugir da "presença do Senhor" indo para Jope e navegando para Társis. Uma enorme tempestade surge e os marinheiros, percebendo que não é uma tempestade comum, lançam sorte e descobrem que Jonas é o culpado. Jonas admite isso e afirma que se ele for jogado ao mar, a tempestade cessará. Os marinheiros se recusam a fazer isso e continuam a remar, mas todos os seus esforços fracassam e acabam sendo forçados a jogar Jonas ao mar. Como resultado, a tempestade se acalma e os marinheiros oferecem sacrifícios a Deus. Jonas é milagrosamente salvo por ser engolido por um peixe grande, em cuja barriga ele passa três dias e três noites. Enquanto estava no grande peixe, Jonas ora a Deus em sua aflição e se compromete a agradecer e a pagar o que prometeu. Deus então ordena que o peixe vomite Jonas.
Deus novamente ordena que Jonas viaje para Nínive e profetize a seus habitantes. Desta vez, ele entra e entra na cidade, gritando: "Daqui a quarenta dias Nínive será destruída". Depois que Jonas atravessou Nínive, o povo de Nínive começou a acreditar em sua palavra e proclamar um jejum. O rei de Nínive veste um pano de saco e senta-se sobre cinzas, fazendo uma proclamação que decreta o jejum, o uso de pano de saco, a oração e o arrependimento. Deus vê seus corações arrependidos e poupa a cidade naquele momento. A cidade inteira é humilhada e está submissa pelo povo (e até pelos animais), que são cobridos de saco e cinzas.
Descontente e enfurecido por isso, Jonas se refere à sua viagem anterior para Társis, afirmando que, como Deus é misericordioso, era inevitável que Deus se afastasse das calamidades ameaçadas. Ele então sai da cidade e construiu para si um abrigo, esperando para ver se a cidade será ou não destruída. Deus faz com que uma planta (em hebraico: um kikayon) cresça sobre o abrigo de Jonas, para lhe dar alguma sombra do sol. Mais tarde, Deus faz com que uma lagarta morda a raiz da planta e ela murcha. Jonas, agora sendo exposto a toda a força do sol, quase desmaia e pede a Deus que o mate.

Mas Deus disse a Jonas: "Você tem alguma razão para estar tão furioso por causa da planta? " Respondeu ele: "Sim, tenho! E estou furioso a ponto de querer morrer". Mas o SENHOR lhe disse: "Você tem pena dessa planta, embora não a tenha podado nem a tenha feito crescer. Ela nasceu numa noite e numa noite morreu. Contudo, Nínive tem mais de cento e vinte mil pessoas que não sabem nem distinguir a mão direita da esquerda, além de muitos rebanhos. Não deveria eu ter pena dessa grande cidade?"— Jonas 4:9-11 (NVI) 

## Considerações
A Assíria, inimiga do povo de Israel de longa data, era império dominante aproximadamente entre 885 e 665 a.C.. Segundo o relato, parece evidente que a agressividade militar assíria era mais fraca durante o tempo de Jonas. Além disso, o Rei Jeroboão II foi capaz de reivindicar áreas da Palestina desde Hamate até o Mar Morto, como teria sido profetizado por Jonas.
Por outro lado, outros estudos indicam que se trata de um escrito posterior ao Exílio na Babilônia, escrito no séc V AC (ou mesmo posterior), e que o livro de Jonas é considerado profético unicamente porque em 2Rs 14:25 se menciona um profeta com o mesmo nome.
Tal tese baseia-se no fato de que seu estilo e tema diferem muito dos outros livros proféticos, que em geral são escritos em verso. Enquanto os profetas ameaçam as nações pagãs, o livro de Jonas relata a conversão dos ninivitas e anuncia a misericórdia a esse que foi um dos povos mais odiados por Israel. Os profetas estão solidamente enraizados na situação político-social; Jonas parece estar solto no ar.
Portanto, o livro de Jonas seria um escrito sapiencial, não pertencendo ao gênero histórico, mas ao gênero parabólico, uma espécie de novela para ilustrar o tema da misericórdia de Javé, que não é um Deus nacional, mas um Deus de toda a humanidade; ele quer que todos se convertam, para que tenham a vida (4:2).
O livro rompe com uma interpretação estreita da profecia contra as nações feitas por outros profetas, afirmando que profecias são condicionais, pois Deus quer a conversão das nações e não sua destruição.

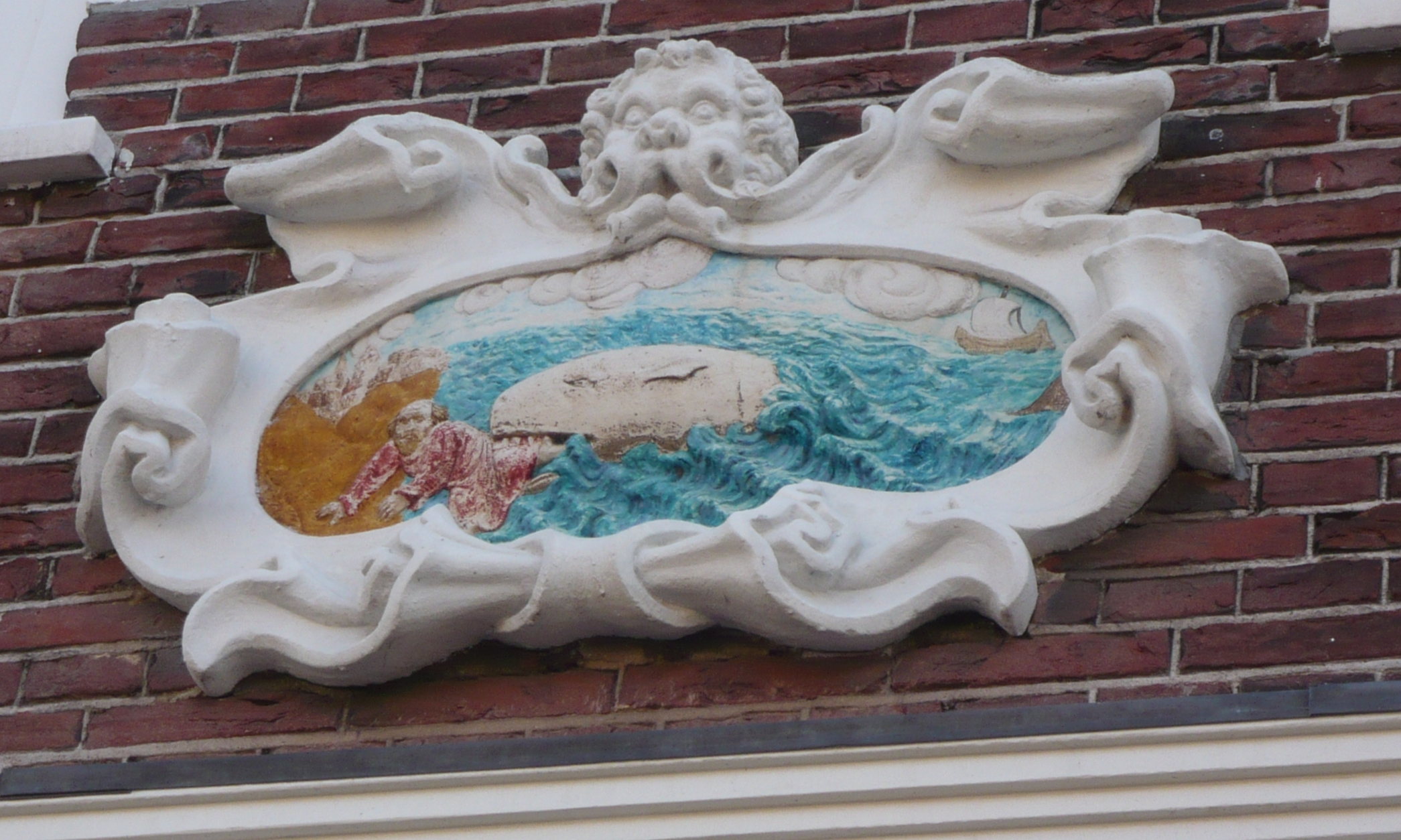
Jonas e a baleia. Pedra frontal (gevelsteen) de casa residencial em Haarlem, Holanda. Século XVIII.

A obra nasceu no pós-exílio, quando o povo judeu estava se fechando num exagerado nacionalismo exclusivista (cf. Esd 4:1-3; Ne 13:3), bem refletido na mesquinhez do justo Jonas. Por outro lado, os caminhos de Deus são diferentes dos caminhos dos homens: Deus quer salvar também os inimigos, os pagãos de Nínive, capital da Assíria, modelo de crueldade e opressão contra o povo de Israel. Deus não quer que suas criaturas se percam (cf. Sb 1:12ss) e para ele ninguém está irremediavelmente perdido (cf. Ez 18:23.32; Lc 15).
A história do peixe tornou famoso o livro, pois os evangelhos celebrizam a figura e aventura de Jonas como sinal da morte e ressurreição de Jesus: assim como Jonas ficou três dias no ventre do peixe, Jesus vai ficar três dias no ventre da terra; depois ressuscitará, como Jonas voltou à luz do dia (cf. Mt 12:39-41 e paralelos).

## Acréscimo posterior
Segundo a Bíblia de Jerusalém os versículos 3 a 10 do capítulo 2 foram acrescidos posteriormente.